# Soieries des Prés-de-Vaux
Les soieries des Prés-de-Vaux est le nom couramment donné aux deux entreprises de soie artificielle qui se succédèrent dans le quartier de Bregille, à Besançon, avant l'implantation de la Rhodiacéta.

## Histoire

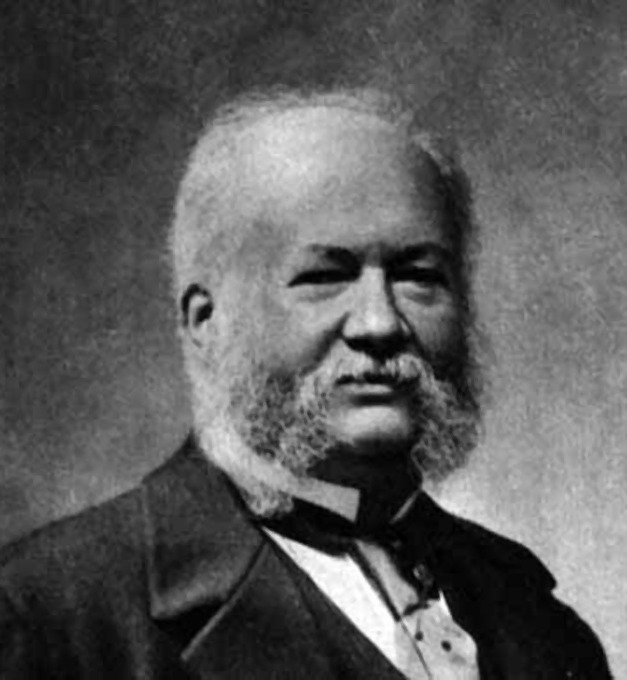
Hilaire de Chardonnet, inventeur de la soie artificielle.

### 1890 - 1900: fondation
Grâce au soutien de l'industriel alsacien Weibel,, l'entreprise est fondée en 1890, par Louis Marie Hilaire Bernigaud de Chardonnet, inventeur de la soie artificielle, procédé consistant à faire coaguler des fils de collodion,.
Installée aux Prés-de-Vaux, la production commence le 1er juin 1892. Dès 1894, elle connait des difficultés,. Jusqu'en 1897, elle risque la fermeture, en raison des deux guerres de la soie.

### 1900 - 1914: développement et mouvement social
Toutefois, l'entreprise reçoit un Grand prix de l'Exposition Universelle de 1900. À cette époque, elle est la plus grande entreprise de Besançon.
Hilaire de Chardonnet fonde alors une seconde usine à Sarvar, en Hongrie, en 1904. De 1900 à 1907, la production atteint les 2 000 kg de soie par jour pour un bénéfice de 11 francs le kg.
En 1908, une grève de 64 jours éclate et mobilise plus de 1000 ouvriers. À la suite de violents affrontements avec la police montée, - qui chargea le cortège de manifestants - plus de 200 d'entre eux ne sont pas réembauchés. Aussi, plusieurs des meneurs furent arrêtés.

### 1914 - 1930: changement de propriétaire
Un troisième site de production est fondé en Angleterre en 1914. Cette même année, l'entreprise abandonne le nom de Société de production de la Soie Chardonnet pour Société de Soie artificielle de Besançon et remplace le procédé de fabrication au collodion par le procédé à la cellulose. Elle est désormais contrôlée par Givet-Izieux,.
Durant les années 1920, malgré de mauvaises conditions de travail et de bas salaires, le mouvement syndical bisontin, très affaibli, peine à s'y implanter. D'après Jacques Gavoille, cela est dû à de sévères réactions patronales à l'égard des meneurs.

### 1930 - 1953: Grande dépression, redressement et fermeture
En 1930, la soie Chardonnet ne représente plus que 1% de la production française. Cette même année, la Société de Soie artificielle embauche 761 employés,,, palliant alors le secteur de l'horlogerie local en crise.
Elle est toutefois affectée par la Grande Dépression. En 1931, 14 personnes sont licenciées ; 64 autres en janvier 1932, puis encore 16 dans les deux mois qui suivirent. Les employés restant subissent d'importantes diminutions horaires. Toutefois, à l'été 1932, 16 personnes sont embauchées. Durant cette période, les salaires baisseront jusqu'à 31%.

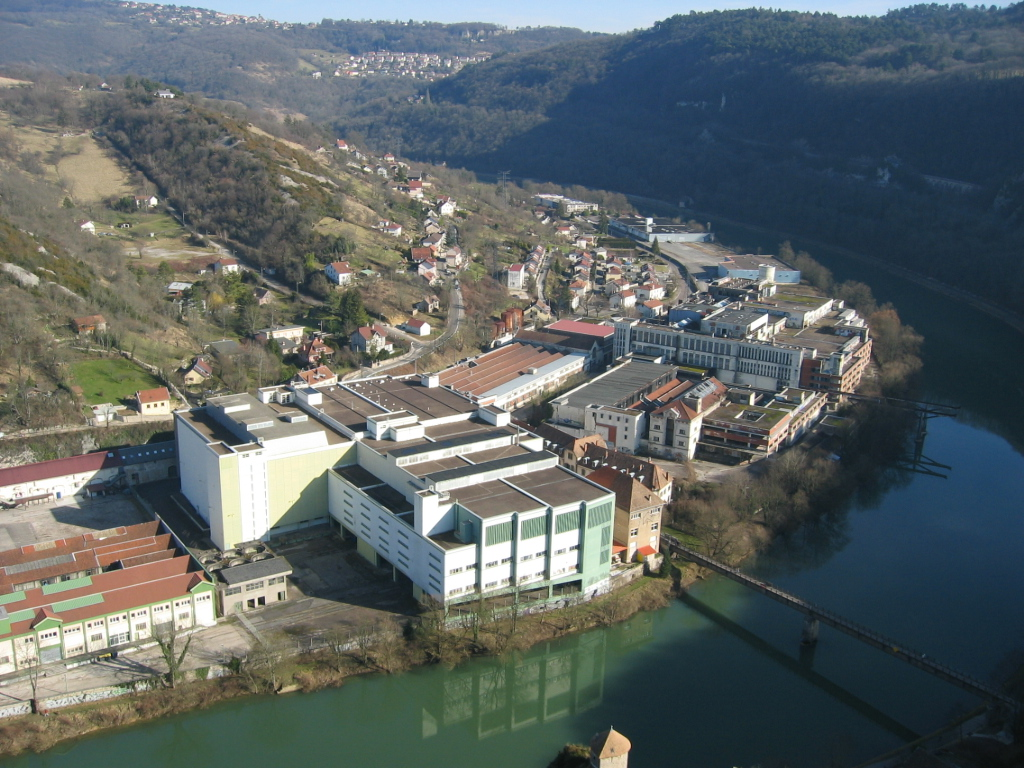
Ancienne usine Rhodiacéta désaffectée, en 2008.

L'entreprise ne se redresse réellement qu'en 1936,. En 1952, elle n'embauche plus que 415 personnes.
Elle ferme définitivement en 1953, mais, dès 1954, le site est repris par Rhodiacéta du groupe lyonnais Rhône-Poulenc, qui cesse toutes activités en 1981.